# 布魯斯·哈普克
布魯斯·哈普克（Bruce Hapke，1931年2月17日—）是一位著名的美國行星科學家，是雙向反射光譜的專家。部分人士稱哈普克是其中一位行星遙測之父。生於威斯康辛州拉辛 。

## 生平
哈普克於1953年獲得威斯康星大学麦迪逊分校物理學士，再於1962年獲得康乃爾大學工程物理博士。哈普克在1960到1967年間是康乃爾大學電波物理與太空研究中心的研究人員。1967年他成為匹茲堡大學地質與行星科學系教授。在哈普克漫長而輝煌的職業生涯中，他曾經參與水手10號、海盗号、阿波罗计划。哈普克曾經是美國天文學會行星科學部主任，現為匹茲堡大學榮譽退休教授。

## 榮譽與獎項
獎項
- 2001年傑拉德·柯伊伯獎，美國天文學會行星科學部給與行星科學家最高獎項[2]。
- 美國地球物理聯盟會士[2]

命名事物
- 哈普凱特（Hapkeite），近年新發現的月球礦物[5][6]。
- 小行星3549